# Nobre de Carvalho kormányzó híd
A Nobre de Carvalho kormányzó híd (portugálul: Ponte Governador Nobre de Carvalho; kínaiul: 嘉樂庇總督大橋, Csialö pi cungtu ta csiao (Jiālè bì zǒngdū dà qiáo)) a Makaói-félszigetet és Taipa szigetét összekötő kétsávos híd Makaóban. A más néven Makaó-Taipa hídnak (澳氹大橋, Aotang Tacsiao (Àodàng dàqiáo)) és a helyi köznyelvben csak régi hídnak nevezett építmény az első, amelyet a félsziget és Taipa összekötésére építettek az 1970-es évek elején.

## Története
A híd építése még a portugál uralom idején, 1970-ben kezdődött, és 1974. október 5-én nyitották meg a forgalom előtt. A híd közepét magasabbra építették, hogy alatta hajók is áthaladhassanak. A híd legmagasabb pontja 35 méterrel a tengerszint felett található. Sokáig a világ leghosszabb egybefüggő hídjának számító építményt José Manuel de Sousa e Faro Nobre de Carvalho kormányzóról nevezték el, aki 1966 és 1974 között volt Makaó vezetője. 
1994-ben, a hídtól keletre megépült a négysávos Barátság híd, illetve 2004-re nyugatabbra elkészült a Sai Van híd.
2005 és 2006 között a közeli Lisboa kaszinó építési munkálatai miatt a hidat lezárták, majd a munkálatok végeztével újra átadták a forgalomnak. Azóta csak autóbuszok és taxik közlekedhetnek a hídon.
A hidat egy stilizált sárkány alakjára tervezték, melynek fejét az egyik hídfőnél található a Lisboa kaszinó, farkát pedig a Taipa-emlékmű alkotja.